# Feuilleea hymenaeaefolia
Feuilleea hymenaeaefolia là một loài thực vật có hoa trong họ Cucurbitaceae. Loài này được (Humb. & Bonpl. ex Willd.) Kuntze mô tả khoa học đầu tiên năm 1891.